# Charlkron
Charlkron is een Duits historisch merk van motorfietsen.
De bedrijfsnaam was: Charlkron Motorradbau, Ohligs/Rheinland.
Charlkron begon in 1925 met de productie van motorfietsen waarvoor men bij de gebroeders Küchen 348- en 496cc-eencilinder inbouwmotoren inkocht. Achteraf had men het moment niet slechter kunnen kiezen. Vanaf ca. 1923 waren in Duitsland honderden motorfietsmerken ontstaan, die zich vooral richtten op de vraag naar goedkope vervoermiddelen. Hoewel die vraag er wel was, kon een dergelijk groot aantal merken niet overleven. Naast de enorme inflatie ontstond er een grote concurrentie, die zich afspeelde tussen deze kleine merken in hun eigen regio, want een dealernetwerk kon niet worden opgebouwd. Charlkron bouwde echter - voor die tijd - zware en dure viertaktmotoren, een markt die ook bespeeld werd door meer gerenommeerde merken als NSU, BMW, Ardie en D-Rad. Men moest daarom nog in hetzelfde jaar de productie weer beëindigen.